# Jorge Valdez Muñoz
Jorge Valdez Muñoz (23 de abril de 1926 - 16 de diciembre de 1985) fue un político mexicano nacido en Hermosillo, Sonora, México. Hijo de Tomás Valdez Quirao y Concepción Muñoz, contrajo matrimonio con María Ofelia Tapia Limón, y tuvo dos hijas: Concepción y Carmen Teresa Valdez Tapia.
Valdez estudió comercio en Hermosillo y, desde los 21 años, se dedicó al ramo de la imprenta. Administró su propio negocio, la Imprenta Regional, y fue miembro de la Asociación Católica de la Juventud Mexicana, institución de la cual fue presidente a mediados de la década de 1940.
Su carrera política comenzó en los primeros años del Partido Acción Nacional en Sonora, afiliándose en 1945. Se le reconoce como uno de los primeros miembros del partido en el estado de Sonora y entabló amistad con Israel González, propietario del periódico El Pueblo y primer candidato del PAN a la alcaldía de Hermosillo en 1946.
En el PAN, desempeñó roles destacados como consejero nacional en varios periodos, fungió como presidente del comité directivo regional en cuatro ocasiones y fue consejero regional en Sonora por 33 años (1952-1985).
Fue elegido candidato a la alcaldía de Hermosillo en 1967 y ganó la presidencia municipal, marcando el primer gobierno municipal liderado por la oposición en la ciudad (1967-1970). Durante su mandato, se creó la Fundación del Pueblo en Pro de los Humildes, administrada por su esposa, con el objetivo de apoyar al sector más necesitado de la sociedad.
Su gestión como presidente municipal destacó por su operación solitaria en un entorno político dominado por el Partido Revolucionario Institucional. Enfrentó numerosas adversidades, desde la falta de colaboración abierta del Gobierno Estatal hasta disposiciones legales que restaban recursos al municipio. A pesar de las presiones y la hostilidad, completó su mandato de tres años, buscando "coexistir" para mantener la calma en la ciudad.
Posteriormente, incursionó en candidaturas para diputado federal, la gubernatura de Sonora y senador en diversas elecciones. Además, ocupó el cargo de diputado local en la L Legislatura del Congreso de Sonora (1982-1985).
Valdez falleció el 16 de diciembre de 1985, a los 59 años, y fue enterrado en el panteón Betania en Hermosillo. Su legado político y su contribución al desarrollo de la oposición en Sonora se mantienen como parte integral de la historia política de la región.